# Грузинска мечта (партия в Грузия)
Грузинска мечта – Демократична Грузия (на грузински: ქართული ოცნება – დემოკრატიული საქართველო, k'art'uli ots'neba – demokratiuli sak'art'velo) е политическа партия в Грузия основана на 19 април 2012 година, като основна заслуга затова има милиардера, бизнесмен и политик Бидзина Иваншвили.
На изборите през 2012 г. „Грузинска мечта“ успешно се справя с управляващата дотогава партия Обединено национално движение. Според предварителните резултати, партията на Иваншвили печели 53%, докато втора остава партията Обединено национално движение с 42%. Президентът на Грузия Микхаил Сакашвили признава загубата на своята партия и обещава да подкрепи конституционалното сформиране на ново правителство.

## Основаване
Партията е създадена като обществено движение „Грузинска мечта“, чиито основи полага Иваншвили, като платформа за своите политически дейности през декември 2011 г. Тъй като Иваншвили не е грузински гражданин към момента на учредителното събрание на партията, адвокатът Манана Кобакхидзе е избран за временен формален лидер на Грузинска мечта – демократична Грузия. В партията се включват и няколко известни грузинци, като политикът Созар Субари, бившият дипломат Тедо Жапаридзе, шахматистът Зураб Азмаипарашвили, писателят Гурам Одишария и известният футболист Кахка Каладзе.

## Изборите през 2012
В проучване проведено месец март, преди изборите, едва 12% от запитаните твърдят, че биха гласували за партията на Иваншвили. Същевременно около 28% изразяват симпатиите си към управляващата все още партия Обединено национално движение. Иваншвили оспорва тези резултати, изнесени от Националния демократичен институт и Американски неправителствени организации. Към провеждането на проучванията Иваншвили все още няма грузинско гражданство, а има френско и руско такива. Въпреки че в интерес на управляващия елит би било те да не допуснат Иваншвили на избори, те сътрудничат в процедурата по възстановяване на гражданството му. Целта им е да допуснат Иваншвили на избори и да го победят, като по този начин докажат, че в Грузия няма място за про-руска политика.
Социологическите проучвания, проведени непосредствено преди изборите, показват, че Грузинска мечта е водещата партия, като някои от социологическите агенции и дават до 70% от гласовете.
В крайна сметка партията на Иваншвили печели 85 места в 150 местния парламент, а управлявалата партия Обединено национално движение остава втора политическа сила с 65 места.

## Политиката на Грузинска мечта
Иваншвили обявява, че ще поддържа курса на страната към членство на НАТО. През 2013 година той обещава че страната ще получи план за действие към членството в алианса през идната 2014 година. Иваншвили и Сакашвили имат сходни виждания за външната политика на страната. Основна цел остават НАТО и членството в Европейския съюз. Въпреки това във вижданията на двамата има и някои фундаментални разлики. Докато Сакашвили е привърженик на геополитическите игри, Иваншвили предпочита да заложи на политиката на регионализъм, като акцентира върху подобряването на отнощенията със съседна Русия. Иваншвили трябва да намери баланса между прозападната ориентация на страната и добрия тон с Русия. Пред него стои предизвикателството да убеди Русия да отвори пазара си за грузински стоки. Минава доста време преди отношенията с Русия да се нормализират до някаква степен. През юни месец 2013 година Русия отваря пазара си за грузински стоки, каквато е виното.
На 15 май партията на Иваншвили номинира за кандидат-президент 43-годишният министър на образованието Гиорги Маргвелашвили. Изборите са предвидени за октомври. След тяхното провеждане в сила ще влезнат нови конституционни промени, които ще отнемат част от правомощията на президента, като това да бъде главнокомандващ на армията. Отнетите от президента правомощия ще бъдат прехвърлени в ръцете на министър-председателя, в лицето на Бидзина Иваншвили. Функцията на президента ще бъде основно представителна. Основната опозиционна партия смята да определи своят кандидат за президент чрез предварителни избори, подобни на тези в САЩ.

## Популярността на Грузинска мечта и Бдзина Иваншвили
Няколко месеца след победата на Грузинска мечта, партията запазва високия си рейтинг. Близо 60% от хората се определят, като поддръжници на партията на Иваншвили, докато едва 10% са поддръжниците на основната опозиционна партия Обединено национално движение.

## Коалицията Грузинска мечта
Коалицията Грузинска мечта, в чийто център стои партията Грузинска мечта – Демократична Грузия на Иваншвили, се състои от шест партии с различна идеологически ориентации. Коалицията включва пазарно-ориентирани и про-западни либерали, радикални националисти с ксенофобска риторика и представител на администрацията на Едуард Шевернадзе, който е лишен от власт по време на Революцията на розите през 2003 г. Името на коалицията е вдъхновено от рап песен на сина на Иваншвили – Бера.

### Съставни партии
- Грузинска мечта – Демократична Грузия
- Грузинската републиканска партия
- Наша Грузия – Свободни демократи
- Национален форум
- Консервативната грузинска партия
- Индустрията ще спаси Грузия